# Salvatore Pennacchio
Salvatore Pennacchio (n. Marano di Napoli, Ciudad metropolitana de Nápoles, Campania, Italia, 7 de septiembre de 1952) es un diplomático y obispo católico italiano.

## Biografía
Nacido en el municipio italiano de Marano di Napoli (situado cerca de Nápoles), el día 7 de septiembre de 1952.
Cuando era joven descubrió su vocación religiosa y rápidamente tomó la decisión de ingresar en el seminario diocesano, donde realizó su formación filosófica y teológica.
Finalmente el 18 de septiembre de 1976, fue ordenado sacerdote para la Diócesis de Aversa, por el entonces obispo "Monseñor" Antonio Cece (†).
Seguidamente pasó a estudiar en la Academia Pontificia Eclesiástica de Roma y al terminar su formación, entró a trabajar como funcionario del Servicio Diplomático de la Santa Sede.
Tras varios años de trabajo, ya el 28 de noviembre de 1998 ascendió al episcopado, cuando Su Santidad el Papa Juan Pablo II le nombró Arzobispo Titular de la antigua Diócesis de Montemarano y Nuncio Apostólico en Ruanda.
Además de su escudo, eligió como lema, la frase: "Nolite Timere" - (en latín).
Recibió la consagración episcopal el 6 de enero de 1999, a manos de Juan Pablo II actuando como consagrante principal. Y como co-consagrantes tuvo a los cardenales "Monseñor" Giovanni Battista Re y "Monseñor" Francesco Monterisi.
El 20 de septiembre de 2003 fue nombrado Nuncio Apostólico en Tailandia, Singapur y Camboya.
Al mismo tiempo, asumió el cargo de Delegado Apostólico en Birmania, Laos, Malasia y Brunéi.
Posteriormente, el 8 de mayo de 2010, el Papa Benedicto XVI le nombró Nuncio Apostólico en la India y el 13 de noviembre del mismo año, asumió a su vez las funciones en Nepal.
El 6 de agosto de 2016 fue nombrado Nuncio Apostólico en Polonia.
El 25 de enero de 2023 fue nombrado presidente de la Pontificia Academia Eclesiástica.
El 21 de febrero de 2023 fue nombrado miembro de la Sección para la primera Evangelización y las nuevas Iglesias particulares del Dicasterio para la Evangelización,  ad quinquennium.